# Shigella boydii
Shigella boydii é uma espécie de bactéria bacilares, gram-negativas, não formam esporas, anaeróbias facultativos, sem motilidade e produzem a toxina Shiga.

## Patologia
Altamente contagiosa que pode causa disenteria bacteriana severa (subtipo C) e Síndrome hemolítico-urêmica em crianças, uma doença renal com alta mortalidade. São parentes próximos dos E. coli. Essa espécie de Shigella é encontrada principalmente na Índia, Israel e México. Causa milhões de casos de diarreia por ano, principalmente em crianças de países subdesenvolvidos.
Habitam o intestino e recto de seres humanos e outros primatas e são excretados nas fezes. Podem sobreviver nas fezes, solo, alimentos e água contaminados com matéria fecal. Transmitidas pelo consumo principalmente de carnes mal cozida e leite não pasteurizado.
Entre 2000 e 2004 causou um surto com mais de mais de 4000 infectados na França. 